# Todor Genczew
Todor Genczew (bg. Тодор Генчев) – bułgarski zapaśnik walczący w stylu klasycznym. Brązowy medalista mistrzostw świata w 1977. Piąty na mistrzostwach Europy w 1978 roku.